# Кондратенко Віктор Андрійович
Кондратенко Віктор Андрійович — український письменник, кінодраматург. Лауреат премії ім. О. О. Фадєєва (1974).

## Життєпис
Народився 9 лютого 1911 року у Харкові в родині робітника. Навчався у Харківському інституті народної освіти, потім працював кореспондентом газети «Червона Армія».
Учасник німецько-радянської війни. Був начальником Головного управління по виробництву фільмів при Міністерстві культури УРСР, головним редактором журналу «Радуга». Почав друкувався з 1931 року. Автор ряду поетичних збірок і книжок нарисів, сценарію художнього фільму «Фортеця на колесах» (1960), документальних стрічок «Генерал Ватутін» (1975) та «Генерал Кирпонос» (1977).
Нагороджений орденами: Вітчизняної війни І та II ступенів, Дружби народів, Червоної Зірки, «Знак Пошани» та багатьма медалями.
Член Спілки письменників СРСР та Спілки кінематографістів СРСР. Помер 10 серпня 1987 року в Києві.